# Campeonato Sudamericano de Baloncesto Sub-15 de 2008
El Campeonato Sudamericano de Baloncesto Sub-15 de 2008 corresponde a la VII edición del Campeonato Sudamericano de Baloncesto Sub-15, que es organizado por FIBA Americas. Fue disputado en el Coliseo Carl Herrera Allen en la ciudad de Guanare en el estado de Portuguesa, en Venezuela entre el 17 de septiembre y el 21 de septiembre de 2008 y los 3 mejores clasifican al Fiba Americas Sub-16 a realizarse en 2009

## Grupo único
|   | Equipo    | Pts | J | G | P | PF  | PC  | Dif  |
| - | --------- | --- | - | - | - | --- | --- | ---- |
| 1 | Argentina | 8   | 4 | 4 | 0 | 309 | 161 | +148 |
| 2 | Venezuela | 7   | 4 | 3 | 1 | 283 | 216 | +67  |
| 3 | Brasil    | 6   | 4 | 2 | 2 | 233 | 246 | -13  |
| 4 | Uruguay   | 5   | 4 | 1 | 3 | 211 | 237 | -26  |
| 5 | Perú      | 4   | 4 | 0 | 4 | 153 | 329 | -176 |

| 17 de septiembre, 17:30                 | Uruguay                             | 35 - 72                             | Argentina                           |  |
| Reporte                                 |                                     |                                     |                                     |  |
| Parciales: 11-16, 10-20, 9-13, 5-23     | Parciales: 11-16, 10-20, 9-13, 5-23 | Parciales: 11-16, 10-20, 9-13, 5-23 | Coliseo Carl Herrera Allen, Guanare |  |
| Luciano Parodi 9 puntos                 | Pts                                 | Patricio Garino 19 puntos           | Coliseo Carl Herrera Allen, Guanare |  |
| Agustín Ignacio Hernández 4 rebotes     | Rebs                                | Matias Bortolin 5 rebotes           | Coliseo Carl Herrera Allen, Guanare |  |
| Agustín Ignacio Hernández 3 asistencias | Asists                              | Luciano Massarelli 5 asistencias    | Coliseo Carl Herrera Allen, Guanare |  |

| 17 de septiembre, 19:00             | Venezuela                           | 93 - 41                               | Perú                                |  |
| Reporte                             |                                     |                                       |                                     |  |
| Parciales: 18-13, 20-8, 35-7, 20-13 | Parciales: 18-13, 20-8, 35-7, 20-13 | Parciales: 18-13, 20-8, 35-7, 20-13   | Coliseo Carl Herrera Allen, Guanare |  |
| Anthony José Sánchez 17 puntos      | Pts                                 | Fernando Fung 12 puntos               | Coliseo Carl Herrera Allen, Guanare |  |
| José Esteban Cubiano 6 rebotes      | Rebs                                | Jonathan Benito Medina 2 rebotes      | Coliseo Carl Herrera Allen, Guanare |  |
| José Mathia Aranguren 5 asistencias | Asists                              | Arturo Humberto Schwarz 3 asistencias | Coliseo Carl Herrera Allen, Guanare |  |

| 18 de septiembre, 17:30               | Perú                                 | 52 - 72                              | Brasil                              |  |
| Reporte                               |                                      |                                      |                                     |  |
| Parciales: 13-9, 15-15, 13-27, 11-21  | Parciales: 13-9, 15-15, 13-27, 11-21 | Parciales: 13-9, 15-15, 13-27, 11-21 | Coliseo Carl Herrera Allen, Guanare |  |
| Fernando Fung 24 puntos               | Pts                                  | Murilo Nocetti 19 puntos             | Coliseo Carl Herrera Allen, Guanare |  |
| Jonathan Benito Medina 4 rebotes      | Rebs                                 | Giovanni Martini Lomonaco 5 rebotes  | Coliseo Carl Herrera Allen, Guanare |  |
| Arturo Humberto Schwarz 3 asistencias | Asists                               | Eduardo Guimaraes 5 asistencias      | Coliseo Carl Herrera Allen, Guanare |  |

| 18 de septiembre, 19:00              | Venezuela                            | 64 - 50                              | Uruguay                             |  |
| Reporte                              |                                      |                                      |                                     |  |
| Parciales: 15-21, 12-12, 21-12, 16-5 | Parciales: 15-21, 12-12, 21-12, 16-5 | Parciales: 15-21, 12-12, 21-12, 16-5 | Coliseo Carl Herrera Allen, Guanare |  |
| Michael Alberto Carrera 16 puntos    | Pts                                  | Agustín Ignacio Hernández 13 puntos  | Coliseo Carl Herrera Allen, Guanare |  |
| Israel de Jesús Blanco 9 rebotes     | Rebs                                 | Alex Maximiliano López 4 rebotes     | Coliseo Carl Herrera Allen, Guanare |  |
| Yosman Aníbal Liendo 8 asistencias   | Asists                               | Luciano Parodi 5 asistencias         | Coliseo Carl Herrera Allen, Guanare |  |

| 19 de septiembre, 17:30              | Uruguay                            | 64 - 36                             | Perú                                |  |
| Reporte                              |                                    |                                     |                                     |  |
| Parciales: 19-6, 13-19, 12-5, 20-6   | Parciales: 19-6, 13-19, 12-5, 20-6 | Parciales: 19-6, 13-19, 12-5, 20-6  | Coliseo Carl Herrera Allen, Guanare |  |
| Luciano Parodi 15 puntos             | Pts                                | Fernando Fung 12 puntos             | Coliseo Carl Herrera Allen, Guanare |  |
| Martin Bruzzone 5 rebotes            | Rebs                               | Fernando Fung 5 rebotes             | Coliseo Carl Herrera Allen, Guanare |  |
| Alex Maximiliano López 4 asistencias | Asists                             | Álvaro Gonzalo Flores 4 asistencias | Coliseo Carl Herrera Allen, Guanare |  |

| 19 de septiembre, 19:00             | Argentina                           | 64 - 44                             | Brasil                              |  |
| Reporte                             |                                     |                                     |                                     |  |
| Parciales: 13-15, 10-16, 15-7, 26-6 | Parciales: 13-15, 10-16, 15-7, 26-6 | Parciales: 13-15, 10-16, 15-7, 26-6 | Coliseo Carl Herrera Allen, Guanare |  |
| Luciano Massarelli 14 puntos        | Pts                                 | Gustavo Scaglia 11 puntos           | Coliseo Carl Herrera Allen, Guanare |  |
| Matias Bortolin 4 rebotes           | Rebs                                | Luis Henrique Da Costa 5 rebotes    | Coliseo Carl Herrera Allen, Guanare |  |
| Carlos Damian Benítez 4 asistencias | Asists                              | Gustavo Scaglia 2 asistencias       | Coliseo Carl Herrera Allen, Guanare |  |

| 20 de septiembre, 17:30             | Perú                               | 24 - 100                           | Argentina                           |  |
| Reporte                             |                                    |                                    |                                     |  |
| Parciales: 5-25, 4-25, 12-30, 3-20  | Parciales: 5-25, 4-25, 12-30, 3-20 | Parciales: 5-25, 4-25, 12-30, 3-20 | Coliseo Carl Herrera Allen, Guanare |  |
| Fernando Fung 10 puntos             | Pts                                | Tomas Zanzottera 21 puntos         | Coliseo Carl Herrera Allen, Guanare |  |
| Arturo Humberto Schwarz 3 rebotes   | Rebs                               | Carlos Damian Benítez 7 rebotes    | Coliseo Carl Herrera Allen, Guanare |  |
| Álvaro Gonzalo Flores 3 asistencias | Asists                             | Luciano Massarelli 6 asistencias   | Coliseo Carl Herrera Allen, Guanare |  |

| 20 de septiembre, 19:00              | Venezuela                            | 68 - 52                              | Brasil                              |  |
| Reporte                              |                                      |                                      |                                     |  |
| Parciales: 14-13, 23-15, 14-18, 17-6 | Parciales: 14-13, 23-15, 14-18, 17-6 | Parciales: 14-13, 23-15, 14-18, 17-6 | Coliseo Carl Herrera Allen, Guanare |  |
| Anthony Perez 17 puntos              | Pts                                  | Eduardo Guimaraes 12 puntos          | Coliseo Carl Herrera Allen, Guanare |  |
| Israel de Jesús Blanco 7 rebotes     | Rebs                                 | Luis Henrique Da Costa 5 rebotes     | Coliseo Carl Herrera Allen, Guanare |  |
| Yosman Aníbal Liendo 2 asistencias   | Asists                               | Gustavo Scaglia 2 asistencias        | Coliseo Carl Herrera Allen, Guanare |  |

| 21 de septiembre, 14:00             | Brasil                              | 65 - 62                             | Uruguay                             |  |
| Reporte                             |                                     |                                     |                                     |  |
| Parciales: 7-15, 9-15, 24-18, 25-14 | Parciales: 7-15, 9-15, 24-18, 25-14 | Parciales: 7-15, 9-15, 24-18, 25-14 | Coliseo Carl Herrera Allen, Guanare |  |
| Luis Henrique Da Costa 13 puntos    | Pts                                 | Luciano Parodi 14 puntos            | Coliseo Carl Herrera Allen, Guanare |  |
| Andre Weltman 3 rebotes             | Rebs                                | Alex Maximiliano López 6 rebotes    | Coliseo Carl Herrera Allen, Guanare |  |
| Gustavo Scaglia 3 asistencias       | Asists                              | Luciano Parodi 7 asistencias        | Coliseo Carl Herrera Allen, Guanare |  |

| 21 de septiembre, 16:00              | Venezuela                            | 58 - 73                              | Argentina                           |  |
| Reporte                              |                                      |                                      |                                     |  |
| Parciales: 13-21, 14-12, 9-18, 22-22 | Parciales: 13-21, 14-12, 9-18, 22-22 | Parciales: 13-21, 14-12, 9-18, 22-22 | Coliseo Carl Herrera Allen, Guanare |  |
| Israel de Jesús Blanco 19 puntos     | Pts                                  | Luciano Massarelli 18 puntos         | Coliseo Carl Herrera Allen, Guanare |  |
| Michael Alberto Carrera 8 rebotes    | Rebs                                 | Matias Bortolin 9 rebotes            | Coliseo Carl Herrera Allen, Guanare |  |
| Israel de Jesús Blanco 4 asistencias | Asists                               | Joaquín Tuero 3 asistencias          | Coliseo Carl Herrera Allen, Guanare |  |

| Argentina         |
| Campeón Argentina |
| Cuarto Titulo     |

## Clasificación
| Posición | Equipo    |
| -------- | --------- |
| 1        | Argentina |
| 2        | Venezuela |
| 3        | Brasil    |
| 4        | Uruguay   |
| 5        | Perú      |

## Clasificados al FIBA Americas Sub-16 2009
| Bandera de Argentina | Bandera de Venezuela | Bandera de Brasil |
| Argentina            | Venezuela            | Brasil            |
| -------------------- | -------------------- | ----------------- |